# فيليكس لاسو
فيليكس لاسو هو لاعب كرة قدم إكوادوري في مركز الهجوم، ولد في 28 مايو 1945 في غواياكيل في الإكوادور، وتوفي بنفس المكان في 13 فبراير 2016. لعب مع نادي أونيفرسيداد دي تشيلي ونادي إيميلك ونادي برشلونة.

## وصلات خارجية
- فيليكس لاسو على موقع قاعدة بيانات كرة القدم.إي يو (الإنجليزية)
- فيليكس لاسو على موقع ناشيونال فوتبول تيمز (الإنجليزية)